# Lachnellula willkommii
Lachnellula willkommii (R. Hartig) Dennis – gatunek grzybów z klasy patyczniaków (Helotiales). Grzyb pasożytniczy porażający modrzewie (Larix) i powodujący u nich chorobę o nazwie rak modrzewia.

## Systematyka i nazewnictwo
Pozycja w klasyfikacji według Index Fungorum: Lachnellula, Lachnaceae, Helotiales, Leotiomycetidae, Leotiomycetes, Pezizomycotina, Ascomycota, Fungi.
Po raz pierwszy takson ten zdiagnozował w 1874 r. Robert Hartig nadając mu nazwę Peziza willkommi. Obecną, uznaną przez Index Fungorum nazwę nadał mu w 1962 r. Richard William George Dennis.
Ma 11 synonimów. Niektóre z nich:
- Lachnella willkommii (R. Hartig) Seaver 1951
- Trichoscyphella willkommii (R. Hartig) Nannf. 1932[3].

Dawniej powszechnie znany był pod nazwą Dasyscypha willkommii.

## Morfologia i rozwój
Na porażonej korze drzew tworzy rozproszone, lub promieniście skupione apotecja. Osadzone są na krótkim (1 mm) trzonku, początkowo są kuliste, potem otwierają się tworząc wypukłe lub płaskie miseczki, z zewnątrz włochate o barwie od bardzo bladej do słomkowej, wewnątrz żółtawe. Mają średnicę 1–6 mm i umiarkowanie grube, kredowobiałe, nieregularne obrzeże. Włosy po zewnętrznej stronie apotecjum są cylindryczne, szkliste, cienkościenne, z lekko nabrzmiałymi końcówkami, o grubości 3–4 µm. Worki maczugowate, tępo zaokrąglone na wierzchołkach, 8-zarodnikowe, 126–180 × 9–12 µm. Askospory skośnie jednorzędowe, gładkie, szkliste, wydłużone-eliptyczne, wrzecionowate, tępe lub spiczaste na kończynach, 15–28 × 6–9 µm. Wstawki o długości nie przekraczającej długości worków, pozginane, nitkowate, przegrodowe, tępe, nieco nabrzmiałe na końcach, o długości 160–215 µm, szerokości 1–3 µm, na końcu 4 µm. Konidia owalne, jednokomórkowe, o długości do 3 µm, niezdolne do kiełkowania. Ich funkcja jest nieznana.
Infekcji dokonują askospory. Wnikając do tkanek rośliny głównie przez rany poliściowe, inne rany jako wrota zakażeń mają niewielkie znaczenie. Grzybnia rozrasta się pomiędzy komórkami żywiciela oraz wewnątrz komórek. Metabolity będące produktami przemiany patogenu wraz z produktami rozkładu zabitych przez grzyba komórek dyfundują do kory i kambium żywiciela. Z jednej strony pobudzają go do tworzenia kallusa zabliźniającego rany, z drugiej strony wytrącają korę drzewa z normalnego procesu wegetacyjnego nie pozwalając jej osiągnąć dojrzałości zimowej, czyli stanu, w którym stałaby się odporna na mróz. Zimą mróz niszczy taką porażoną korę, a wówczas grzybnia wnika do niej i odżywia się jej kosztem. W następnym sezonie wegetacyjnym drzewo znów wytwarza kallus by zasklepić ranę i sytuacja się powtarza.
Na martwych gałęziach modrzewi czasami występuje saprotroficzny grzyb Lachnellula occidentalis.